# 宮川房之
宮川 房之（みやがわ ふさゆき、生没年不詳）は、日本の明治時代初期の官僚、自由民権運動家。官選第4代の長崎県知事（正確には、初代権知事（1871年（明治4年）1月7日 - 11月14日）、初代権令（1871年（明治4年）11月14日 - 1872年（明治5年）8月2日）、初代県令（1872年（明治5年）8月2日 - 1876年（明治9年）5月15日））である。

## 概要
肥後熊本藩出身。横井小楠に師事し、嘉悦氏房・山田武甫・安場保和と共に小楠門下の四天王と称された。明治元年（1868年）、会計官御用掛となる。同年、御雇・会計官出仕となり、8月に営繕司権判事、9月には会計官営繕司判事となり、11月には営繕司知事に進む。また12月には徴士となるも、翌明治2年（1869年）5月には、これを免ぜられた。その後、同年7月に民部省出仕、9月には民部省出仕・土木正心得となり、12月には恭明宮造営御用掛、土木権正に任ぜられ、明治3年（1870年）8月には正七位に叙せられて土木正となる。
明治4年（1871年）1月に長崎県権知事となり正六位に叙せられ、同年11月14日には長崎県令となった。また、明治5年（1872年）11月10日には従五位に進んでいる。
明治9年（1876年）に長崎県令を退いた後、官職を辞して帰郷。西南戦争後に自由民権運動に参加。また、明治13年（1880年）には山田武甫・徳富一敬と熊本の上林町に私立中学の共立学舎を設立した。明治15年（1882年）2月に創立委員として公儀政党を結成し、山田武甫・嘉悦氏房らと共に幹事を務め、同年3月には九州改進党創立大会に出席。明治16年（1883年）7月、九州改進党代表5人の1人として東北七州連合結成大会に出席し、福島・山形・鶴岡・酒田・秋田・弘前で遊説を行い、明治17年（1884年）5月の九州改進党福岡大会にも熊本代表として出席した。